# Plastophorides
Plastophorides är ett släkte av tvåvingar. Plastophorides ingår i familjen puckelflugor.
Kladogram enligt Catalogue of Life:
| Plastophorides | \| \| Plastophorides bequaerti \| \| \| \| \| \| Plastophorides gigantochloae \| \| \| \| \| \| Plastophorides palawanensis \| \| \| \| \| \| Plastophorides setulicinctus \| \| \| \| \| \| Plastophorides sulawesiae \| \| \| \| |
|                | \| \| Plastophorides bequaerti \| \| \| \| \| \| Plastophorides gigantochloae \| \| \| \| \| \| Plastophorides palawanensis \| \| \| \| \| \| Plastophorides setulicinctus \| \| \| \| \| \| Plastophorides sulawesiae \| \| \| \| |
|                | Plastophorides bequaerti |
|                | |
|                | Plastophorides gigantochloae |
|                | |
|                | Plastophorides palawanensis |
|                | |
|                | Plastophorides setulicinctus |
|                | |
|                | Plastophorides sulawesiae |
|                | |